# Questioni greche
Le Questioni greche (Αἰτία Ἑλληνικά - Quaestiones Graecae) sono un'opera di Plutarco contenuta nei suoi Moralia.

## Struttura
L'opera è la numero 169 nel Catalogo di Lampria delle opere di Plutarco, dove il titolo è dato come Αἰτίαι Ἑλλήνων. Nelle Questioni greche, come nelle romane, Plutarco si sforza di dare la ragione o la spiegazione di cinquantanove questioni relative alla vita greca, e l’interesse maggiore è riservato ad Argo e alla Beozia, con cinque questioni ciascuna, mentre sono assenti la Tessaglia e Atene.  
L'elenco delle Questioni è il seguenteː
1. Chi sono i Piedi-polverosi e i Direttori a Epidauro?
2. Chi è la Cavalca-asino a Cuma?
3. Chi è presso i Solii l’Accenditrice?
4. Chi sono a Cnido i Senza-Registro e chi l’Afester?
5. Chi sono presso gli Arcadi e gli Spartani gli Ottimi?
6. Chi è a Opunte il Selezionatore d’orzo?
7. Quali sono le Nubi Fluttuanti?
8. Chi è presso i Beoti il Platiochètas?
9. Chi è a Delfi il Purificatore e perché chiamano Býsios uno dei loro mesi?
10. Che cos’è lo Scampato al gregge?
11. Chi sono i Respinti-da-fionda?
12. Chi è a Delfi Charila?
13. Che cos’è presso gli Eniani la Carne del mendicante?
14. Chi sono a Itaca i Coliadi e che cos’è il Mangereccio?
15. Chi è la Cagna di legno presso i Locresi?
16. Che cosa è ciò che i Megaresi chiamano Deliziosa?
17. Chi è l’ospite di guerra?
18. Che cos’è il Rientro degli interessi?
19. Qual è l’Antedone di cui la Pizia disse: «Bevi il vino di feccia, poiché non ti trovi ad Antedone» (non si tratta, infatti, della città di Antedone in Beozia, perché non è ricca di vino)?
20. Che cosa si intende a Priene per Tenebre presso la quercia?

1. Chi sono quelli che i Cretesi chiamano Addetti alla Cremazione?
2. Che cos’è la Tomba dei bambini presso i Calcidesi?
3. Chi è ad Argo il Semidio-fondatore e chi sono gli Allontanatori?
4. Che cos’è ciò che ad Argo chiamano Alla griglia?
5. Chi è detto Maledetto, empio Assassino?
6. Che senso ha cantare: «Che non facciate mai ritorno nella cara terra patria», da parte delle vergini che accompagnano fino ai confini gli uomini che conducono il toro da Eno a Cassiopea?
7. Perché a Rodi non entra mai un araldo nell’eròon di Ocridione?
8. Perché mai a Tenedo a un auleta non è consentito entrare nel santuario di Tene, e perché dentro il santuario non si può pronunciare il nome di Achille?
9. Chi è a Epidamno il Venditore?
10. Qual è la costa di Areno in Tracia?
11. Perché durante le Tesmoforie le donne di Eretria non arrostiscono la carne sul fuoco, ma la lasciano cuocere al sole, e perché non celebrano la dea Calligenia?
12. Chi sono a Mileto i Sempre-naviganti?
13. Perché mai i Calcidesi chiamano il luogo nei pressi di Pirsofio Sala dei vigorosi?
14. Chi è Quello che sacrificò un bue al suo benefattore?
15. Perché mai le fanciulle dei Bottiei avevano l’abitudine di dire, danzando: «Andiamo ad Atene»?
16. Perché le donne degli Elei, cantando l’inno a Dioniso, lo invitano a presentarsi da loro Con piede bovino?
17. Perché a Tanagra, davanti alla città, c’è un Achilleo, cioè un’area denominata così?
18. ̊ Chi sono gli Psolei e chi le Oleie presso i Beoti?
19. Perché gli Arcadi lapidano quelli che entrano nel Tempio di Zeus Liceo intenzionalmente, ma li mandano a Eleutere se lo fanno per ignoranza?
20. Chi è Eunosto, eroe di Tanagra e per quale ragione il suo boschetto sacro è inaccessibile alle donne?

1. Da dove deriva a un fiume della Beozia, presso Eleone, il nome di Scamandro?
2. Da dove deriva il detto proverbiale: «Questa è quella che conta»?
3. Da dove deriva alla città degli Itacesi il nome Alalcomene?
4. Chi sono a Egina i Mangiatori solitari?
5. Perché la statua di Zeus Labrandeo in Caria raffigura il dio che brandisce una scure e non uno scettro o un fulmine?
6. Perché i Tralliani chiamano la veccia Purificatrice di colpa e la utilizzano soprattutto nei riti di espiazione e di purificazione?
7. Perché presso gli Elei c’è il proverbio: «Soffrire più di Sambico»?
8. Perché a Sparta, presso il santuario delle figlie di Leucippo, sorge un eròon di Odisseo?
9. Perché le donne di Calcedone usano coprirsi col velo una guancia, quando incontrano uomini estranei, soprattutto se si tratta di magistrati?
10. Perché gli Argivi conducono le pecore nel recinto sacro di Agenore per la monta?
11. Perché i ragazzi argivi, durante una determinata festa, chiamano se stessi, per scherzo, Lanciatori di pere selvatiche?
12. Per quale ragione gli Elei conducono le giumente destinate agli asini fuori dal loro territorio per la monta?
13. Perché presso gli abitanti di Cnosso vigeva l’usanza che chi riceveva del denaro in prestito, lo prendeva strappandolo a forza dalle mani del creditore?
14. Per quale ragione a Samo si invoca l’Afrodite di Dessicreonte?
15. Perché a Samo, durante i sacrifici a Ermes “dispensatore di letizia” è concesso, a chiunque lo voglia, rubare e portar via indumenti?
16. Da che cosa prende nome il luogo chiamato Paneme, sull’isola di Samo?
17. Per quale ragione a Samo la sala riservata agli uomini è chiamata dei ceppi?
18. Perché a Cos il sacerdote del tempio di Eracle ad Antimachea dà inizio alle cerimonie del sacrificio vestito in abiti femminili e con il capo cinto da una fascia?
19. Da dove ha origine (a Megara) la stirpe dei Ribaltatori di carri?

## Analisi critica
La stragrande maggioranza di questi quesiti sono su usanze o nomi e, poiché le spiegazioni sono generalmente storiche, spesso risalgono a tempi molto remoti. Le fonti per le informazioni contenute in questo saggio sembrano essere alquanto varie, ma non c'è dubbio che il resoconto di Aristotele delle numerose Politeiai fosse la fonte principale di Plutarco. Alcuni degli argomenti trattati nelle Questioni greche compaiono anche in altre opere di Plutarco, ma il numero naturalmente non è grande.
JJ Hartman è l'unico studioso moderno che abbia dubitato dell'autenticità dell'attribuzione a Plutarco di quest'opera, visto che l'autore non era principalmente interessato alle questioni etiche, secondo Hartman, e quindi non può essere Plutarco.